# Amanda Tscherpa
Amanda Tscherpa, eigentlich Amanda Lachenwitz (1. Mai 1846 in Düsseldorf – September 1915 in Köln), war eine deutsche Opernsängerin (Mezzosopran) und Theaterschauspielerin.

## Leben
Tscherpa wurde von Minona Frieb-Blumauer und Eduard Mantius ausgebildet und begann ihre Bühnenlaufbahn als Soubrette in Köln. 
Dann war sie in Berlin, Magdeburg, Bremen, Nürnberg, Breslau, Stettin und Königsberg (Ostpreußen) und St. Petersburg engagiert. Von 1888 bis 1892 war sie am Stadttheater von Riga sowohl als Opernsängerin als auch als Schauspielerin tätig. Danach war sie wieder in Köln bis 1903 tätig.
Sie war eine ebenso verwendbare wie gediegene Darstellerin. Stets bei der Sache, ganz ihren Beruf lebend, bot sie vortreffliche Leistungen.
Erwähnenswerte Opernpartien sind die „Gertrud“ in Hans Heiling von Marschner, die „Marguerite“ in La dame blanche von Boieldieu, die „Mary“ im Fliegenden Holländer, die „Gräfin“ im Wildschütz von Lortzing, die „Marthe“ im Faust von Gounod, die „Marchesa“ in Regimentstochter von Donizetti und die „Edwige“ in Wilhelm Tell von Rossini.